# Kii
Poluotok Kii (japanski: 紀伊半島, Kii Hantō) je najveći poluotok na najvećem japanskom otoku, Honshu. Poluotok pripada pokrajini Kansai, gdje se nalaze prefektura Wakayama na jugu, prefektura Nara u sredini i prefektura Mie na istoku, ali i južni dio prefekture Osake se nalazi na poluotoku.
Poluotok Kii najpoznatiji je po svojim svetištima (Yoshinou i Omineu, Kumano Sanzanu i Koyasanu) koja su povezana hodočasničkim putovima jedno s drugim i sa starim japanskim prijestolnicama (Narom i Kyotom). Ova mjesta, zajedno sa svojim šumskim okolišem, predstavljaju spoj šintoizma, kroz staru tradiciju štovanja prirode, i budizma, koji je preko Koreje uvezen iz Kine. Na sva tri mjesta se nalaze svetišta, od kojih su neka osnovana još u 9. stoljeću. Pored toga, tu je mnoštvo potoka, rijeka i slapova, koji su još uvijek dio žive kulture Japana i svake godine ih obiđe oko 15 milijuna hodočasnika i posjetitelja. Njihovih 459,3 hektara svjedoče o izvanredno dokumentiranoj tradiciji štovanja svetih planina Japana u posljednjih 1200 godina. Zbog toga su sveta mjesta i hodočasnički putovi gorja Kiija 2004. god. upisani na UNESCO-ov popis mjesta svjetske baštine u Aziji.

## Povijest
Od 3. do 2. stoljeća prije Krista, u isto vrijeme kada je uzgoj riže uveden u Japanu i započela se razvijati trajna naselja u nizinama, prihvaćena je i religija šintoizma, u kojoj se prirodne značajke, kao što su planine, šume, stijene i stabla cijenjeni kao božanstva. Vjerovalo se kako bog koji je vodio prvog cara da osnuje grad Naru, prvu japansku prijestolnicu, boravio u planinama gorja Kii. 
Uvođenje budizma, sredinom 6. stoljeća, podudara se s razvojem vladavine centraliziranog sustava zakona, sljedeći primjere u Kini i korejskom poluotoku. Sredinom 8. stoljeća vlada je sagradila budističke hramove u svakoj pokrajini Japana. U isto vrijeme je pojam "Čiste zemlje" (amidizam), povezan s gorjem Kii zaživio među ljudima i odonda posjećuju planine.
U 8. stoljeću prijestolnica se preselila u Kyoto i u sljedećem stoljeću alternativna je budistička sekta mikkyo (vajrayana) uvedena iz Kine. Ona je naglašavala uvjerenje da su planine mjesta za obuku ostvarenja buđenja (sanskrt: Bodhi). Od toga se razvila lokalne sekta Shingon i mnogi novi hramovi su izgrađeni u gorju Kiiju. Uspon ove sekte se poklopio s porastom moći aristokracije, jer se prema njezinom učenju autoritet plemstva temelji na vlasništvu nad zemljom. Oni su, kao i sam car, sudjelovali u različitim vjerskim obredima kao što su hodočašća na svete planine gorja Kii. Nova sekta je također bila i u interakciji sa šintoizmom od 8. stoljeća, čime je nastala jedinstvena japanska šinto-budistička religija koja je ostala moćna sila sve do 19. stoljeća.
Od 9. do 10. stoljeća je nastala većina hodočasnikih ruta, a u sljedeća dva stoljeća, 11. i 12., došlo je do izrazitog procvata japanske budističke prakse, i izgradnje građevina povezanih s tim vjerovanjima, zbog vladine odluke da se zaustavi slanje izaslanstva u Kinu. Tri glavna svetišta na gorju Kii su stekli značajnu podršku ljudi koji su bježali od pogoršanog socijalnog stanja zbog učestalih sukoba samuraja. Carske obitelji, plemstvo i samuraji su postali dobročinitelji novih hramova i zemljišta, u želji da si zajamče bolji život nakon smrti. Umirovljeni car je hodočastio u Koyasan i Kumano Sanzan krajem 11. stoljeća, što je potaklo druge da ga slijede u sve većem broju. Uslijedio je razvoj hospicija, obnova svetišta i hramova, te izgradnja Oji svetišta uz glavne rute, koje je financirala carska obitelj i plemići. Do kraja 12. stoljeća svetišta gorja Kii su postala glavne svete planine u Japanu, što su i ostale do današnjeg dana.
Od 14. do 16. stoljeća, zbog ratova različitih vladarskih francija, samurajskog uzurpiranja vlasti i konstantnih borbi između feudalnih gospodara, došlo je do slabljenja carske i centralizirane vlasti, ali u isto vrijeme rasta monetarne ekonomije i unaprijeđenja metoda proizvodnje. Hodočašća su postala moguća svakomu tko si je mogao priuštiti putovanje.
Od 17. stoljeća do 1868. godine osnovana je snažna feudalna vlast u Edou (kasnije Tokio), i veći dio zemlje povezane s hramovima je apsorbirala vlada. U isto vrijeme su poboljšane ceste omogućile lakše putovanje i broj hodočasnika je počeo rasti, kao i onih koji žele putovati kao turisti.
God. 1868., nova carska vlada iz Tokija uvodi mjere za kontrolu religijama u Japanu, i izdaje uredbu o odvajanju šintoizma i budizma. Zabranjene su aktivnosti vezane uz šinto-budističke fuzije i kipovi Bude su uklonjeni iz svetišta. No, zbog snažne potpore društva u cjelini, mnogi spomenici gorja Kii su preživjeli. Odljev kulturnih dobara iz Japana da je vlada donijela "zakon o zaštiti starih svetišta i hramova" 1897. godine, a koji je ojačala 1929. i proširila na prirodne lokalitete 1919. god.
Nakon Drugog svjetskog rata, i revitalizacije gospodarstva, posjetitelji su se u velikom broju vratili na planine Kii.

## Popis lokaliteta
| Slika               | Ime                                                  | Vrsta               | Lokacija                        | Koordinate                                      | Odlike |
| ------------------- | ---------------------------------------------------- | ------------------- | ------------------------------- | ----------------------------------------------- | --- |
| Yoshinoyama         | Yoshino i Omine (japanski: 吉野 大峯, Yoshino Ōmine) | Planina             | Yoshino-gun (Nara-ken)          | 34°21′N 135°52′E / 34.350°N 135.867°E           | To je najsjevernije i najviše mjesto, u blizini grada Nara. Yoshino ili sjeverno mjesto je za oko 10. stoljeća bilo poznato kao najvažnija sveta planina u Japanu i njezin ugled je dosegao i u Kinu. Mjesto šintoističkog obožavanja planine u 7. i 8. stoljeću je kasnije u 8. stoljeću postalo jedno od najvažnijih svetih mjesta za sljedbenik asketskog Shugen budizma. Od njegovih šinto-svetišta najpoznatija su Yoshino Mikumari (吉野水分神社), Kimpu (金峯神社) i Yoshimizu (吉水神社), dok je hram Kimpusen (金峯山寺) Shugendo-budistički hram. Omine, južni dio, je također povezan sa sektom Shugen, a posebice s asketskim praksama u oštrom planinskom krajoliku. Ova mjesta, poput hrama Ominesana (大峯山寺), se sastoje od skupine zgrada jedinstvenog arhitektonskog stila koji utjelovljuje šinto-budističku vjersku fuziju. |
| Kumano Hongū Taisha | Kumano Sanzan (熊野神社, Kumano Hongū Taisha)        | Planine             | Wakayama-ken i Mie-ken          | 33°50′24″N 135°46′25″E / 33.84000°N 135.77361°E | Kumano Sanzan su svetišta na tri južne planine: Hongū, Shingū i Nachi. Od njih su najpoznatija šintoistička svetišta Kumano Hongū Taisha (熊野本宮大社), Kumano Hayatama Taisha (熊野速玉大社) i Kumano Nachi Taisha (熊野那智大社), te hramove Tendai budizma, Fudarakusan-ji (補陀洛山寺) i Seiganto-ji (青岸渡寺) uz prašumu i slap Nachi (那智滝). Ove građevine su izvanredan primjer drvene japanske arhitekture, bez premca, a povezani su hodočasničkom cestom. Pored Shugen sekte šinto-budizma, oni predstavljaju i budističku "čistu zemlju" južnog mora. |
| Danjogaran          | Planine Koya (高野山, Kōyasan)                       | Planine             | Wakayama-ken                    | 34°12′45″N 135°35′11″E / 34.21250°N 135.58639°E | Ovo mjesto, južno od Nare, je djelomično u alpskom bazenu na nadmorskoj visini od 800 m, a dijelom u podnožju planine. Aktivno se koristi za godišnje festivale i rituale posvećene božanstvu zemljišta i obrede budističke sekte Shingon. Od spomenika najpoznatiji su mauzolej i groblje Okunoin (奥の院), shingonski budistički hramovi Kongōbu-ji (金剛峯寺) i Jison-in (慈尊院), te šintoistička svetišta Niutsuhime (丹生都比売神社) i Niukanshōfu (丹生官省符神社). |
| Daimonzaka          | Hodočasnički putovi (高野山, Kōyasan)                | Hodočasnički putovi | Wakayama-ken, Nara-ken, Mie-ken | 34°12′45″N 135°35′11″E / 34.21250°N 135.58639°E | Planinski hodočasnički putovi su dizajnirani za naporna putovanja preko kojih bi se došlo do vjerskog iskustva, a ne kao najlakši putovi koji spajaju svetišta i hramove s gradovima Nara i Kyoto. Većina putova nisu ništa više nego 1 m široke zemljane staze kroz šumu, na nekoliko mjesta spojene s kamenim stepenicama ili kamenim pločnicima, kao što je 34 km duga trasa Kumano Sankeimichi (熊野参詣道) između Kumano Sanzena i Ise Jungua. ostale slavne staze su: Ōmine Okugakemichi (大峯奥駈道) koja spaja Naru i sela prefekture Wakayama preko prefekture Mie, te Kōyasan chōishi-michi (高野山町石道) koja spaja sela Ito-guna (Wakayama). |

## Vanjske poveznice
- Video na službenim stranicama UNESCO-a (engl.)
- Kumano turistički ured grada Tanabea  Arhivirana inačica izvorne stranice od 25. rujna 2011. (Wayback Machine) (engl.)